# Eurysolen
Eurysolen  é um gênero botânico da família Lamiaceae.

## Espécies
- Eurysolen gracilis

## Nome e referências
Eurysolen Prain